# Државни универзитет у Новом Пазару
Државни универзитет у Новом Пазару је државни универзитет у Србији. Основан је 26. октобра 2006. године и састоји се од осам департмана који се налазе у Новом Пазару.

## Историја
Државни универзитет у Новом Пазару спада међу најмлађе високообразовне установе у Србији. Основан је Одлуком Владе Републике Србије, 26. октобра 2006. године. За вршиоца дужности ректора именован је Ћемал Долићанин. Овакав потез Владе имао је циљ да допринесе равномернијем и бржем регионалном развоју Србије у целини, да побољша образовну структуру младих, као и да помогне у решавању проблема, који коче развој овог региона. У склопу Универзитета тада су почела да
раде три факултета: Филозофски, Правно-економски и Техничко-технолошки.
Убрзо, Државни универзитет у Новом Пазару је прешао на департмански модел и уместо факултета има департмане. То значи да универзитет има својство правног лица, а не и факултети (департмани) у његовом саставу: за правне, економске, филозофске, филолошке, природно-математичке, биомедицинске, техничко-технолошке и мултидисциплинарне науке.
Дана 26. новембра 2007. акредитован је од стране Министарства за научно истраживање, док је 12. априла 2008. акредитован је од стране Министарства за образовање као први интегрисани универзитет у Србији. Државни универзитет у Новом Пазару је међу првим државним универзитетима у Србији у априлу 2008. године акредитован за извођење основних, мастер и докторских академских студија. Уследиле су акредитације 2013. и 2018. године и настава се изводи на укупно 50 студијских програма.
Има две зграде, са 16.000 m2, савремено опремљене учионице и кабинете и 17 лабораторија са модерном опремом, библиотеку са читаоницом и спортску салу. Највећи број студената школује се о трошку буџета Србије, док је школарина за самофинансирајуће студенте најнижа у земљи.

## Организација
| Департмани                               | Студијски програми                                                           | Ниво студија | Ниво студија | Ниво студија | Ниво студија | Ниво студија |
| ---------------------------------------- | ---------------------------------------------------------------------------- | ------------ | ------------ | ------------ | ------------ | ------------ |
| Департман за правне науке                | право                                                                        | ОАС          |              |              | МАС          |              |
| Департман за економске науке             | економија                                                                    | ОАС          |              |              | МАС          |              |
| Департман за економске науке             | пословна информатика                                                         | ОАС          |              |              |              |              |
| Департман за филолошке науке             | српска књижевност и језик                                                    |              |              | ИАС          |              |              |
| Департман за филолошке науке             | енглески језик и књижевност                                                  |              |              | ИАС          |              |              |
| Департман за филозофске науке и уметност | психологија                                                                  | ОАС          |              |              | МАС          |              |
| Департман за филозофске науке и уметност | васпитач у предшколским установама                                           | ОАС          |              |              | МАС          |              |
| Департман за природно-математичке науке  | математика                                                                   |              |              | ИАС          | МАС          | ДАС          |
| Департман за природно-математичке науке  | информатика-математика                                                       | ОАС          |              |              | МАС          |              |
| Департман за природно-математичке науке  | биологија                                                                    | ОАС          |              |              | МАС          | ДАС          |
| Департман за природно-математичке науке  | хемија                                                                       | ОАС          |              |              | МАС          |              |
| Департман за техничко-технолошке науке   | архитектура                                                                  |              |              | ИАС          |              | ДАС          |
| Департман за техничко-технолошке науке   | грађевинарство                                                               | ОАС          |              |              | МАС          |              |
| Департман за техничко-технолошке науке   | рачунарска техника                                                           | ОАС          |              |              | МАС          | ДАС          |
| Департман за техничко-технолошке науке   | софтверско инжењерство                                                       | ОАС          |              |              |              |              |
| Департман за техничко-технолошке науке   | агрономија                                                                   | ОАС          |              |              |              |              |
| Департман за биомедицинске науке         | рехабилитација                                                               | ОАС          |              |              | МАС          |              |
| Департман за биомедицинске науке         | спорт и физичко образовање                                                   | ОАС          |              |              | МАС          | ДАС          |
| Департман за биомедицинске науке         | фармација                                                                    |              |              | ИАС          |              |              |
| Департман за биомедицинске науке         | здравствена нега                                                             |              | ОСС          |              |              |              |
| Департман за мултидисциплинарне науке    | енергетска ефикасност у зградарству                                          |              |              |              | МАС          |              |
| Департман за мултидисциплинарне науке    | менаџмент у високом образовању                                               |              |              |              | МАС          |              |
| Департман за мултидисциплинарне науке    | енергетска ефикасност, обновљиви извори енергије и утицај на животну средину |              |              |              | МАС          |              |

## Објекти
- 11.000 m² простора – главна зграда ДУНП
- 4 000 m² простора - мултифункционални објекат ДУНП
- просторије Медицинског центра, Специјалне болнице, Спортског центра
- 5 амфитеатара
- 40 учионица
- 15 компјутерских и Интернет центара
- 2 језичке лабораторије
- 4 хемијске лабораторије
- 4 лабораторије за биологију
- 4 медицинско-рехабилитационе лабораторије
- 1 лабораторија за матичне ћелије
- 1 спортска сала
- 1 компјутерска лабораторија за даљинско учење
- библиотека
- студентски кафе, паркинг, банка, књижара

## Сарадња са другим универзитетима

### Универзитетима у Србији
- Универзитет у Београду
- Универзитет у Новом Саду
- Универзитет у Крагујевцу
- Универзитет у Нишу
- Универзитет у Приштини
- Универзитет одбране у Београду

### Универзитети у иностранству
- Universite de Nice Sophia Antipolis (Француска)
- Државни педагошки факултет у Бечу (Аустрија)
- Руски државни социјални универзитет (Русија)
- Харківський національний університет імені В. Н. Каразіна (Украјина)
- Белоруски државни универуитет (Белорусија)
- Универзитет у Удину (Италија)
- Trakya Üniversitesi (Турска)
- Универзитет „Сулејман Демирел“ – Испарта, Турска
- Žilinská univerzita u Žiline – Словачка
- Универзитет у Сарајеву
- Универзитет у Источном Сарајеву
- Универзитет у Тузли
- Универзитет у Бањој Луци
- Универзитет Црне Горе
- Државни универзитет у Санкт-Петербургу